# Santiago Silva (football, 1980)
Santiago Martín Silva Olivera (né le 9 décembre 1980 à Montevideo en Uruguay) est un joueur de football uruguayen, qui évolue en tant qu'attaquant.

## Biographie
Silva commence sa carrière professionnelle dans son Uruguay natal dans l'équipe du Central Español, avant de rejoindre le River Plate Montevideo puis le Defensor Sporting. Il évolue ensuite quelque temps à l'étranger, au Brésil notamment au Sport Club Corinthians Paulista. Au bout d'un an et demi, il retourne au pays pour évoluer au Club Nacional de Football (où il remporte la Primera División Uruguaya 2002) puis une seconde fois au River Plate.
Il part également pour une période en Europe, tout d'abord en Allemagne du côté de l'Energie Cottbus puis au Portugal au SC Beira-Mar. En 2005, il va évoluer pour la première fois en Argentine, jouant une saison chez les Newell's Old Boys. Après une saison, il rentre en Uruguay pour rejouer dans son premier club, le Central Español. Silva repart ensuite en Argentine pour évoluer dans le club du Gimnasia y Esgrima La Plata en 2006. Après trois ans au Gimnasia, l'attaquant uruguayen admet à la presse que son équipe a perdu un match exprès contre le Boca Juniors lors de l'Apertura 2006 pour éviter que l'éternel rival du Gimnasia, les Estudiantes de La Plata, ne prenne trop d'avance.
Silva rejoint le Club Atlético Vélez Sarsfield en 2007, puis sera prêté au Club Atlético Banfield en 2009. Il inscrit en tout 22 buts en 35 matchs pour le Banfield, faisant de lui le meilleur buteur de la Primera División Argentina lors de l'Apertura 2009 (avec 14 buts en 18 matchs), dont deux lors de la victoire du derby contre le Club Atlético Lanús. Silva aide donc Banfield à remporter son premier championnat d'Argentine de son histoire.
En janvier 2010, il est de retour de prêt à Vélez Sarsfield.
En août 2011, il signe à la Fiorentina. Le transfert est évalué à 1,8 M€.
En janvier 2012, il signe pour 3 ans à Boca Juniors. Le transfert est estimé à 1,7M$.

## Palmarès

### Club
Nacional
- Primera División Uruguaya: 1

2002
 Banfield
- Primera División Argentina: 1

Apertura 2009

### Individuel
- Meilleur buteur de la Primera División Argentina: 1

Apertura 2009 (avec Banfield)